# Teen Titans Go!
A Teen Titans Go!, egy a DC Comics által kiadott képregénysorozat, melynek első száma 2004-ben jelent meg az Amerikai Egyesült Államokban. A képregény a 2003 és 2006 között vetített Tini titánok című rajzfilmsorozaton alapul. A sorozat rendszeres írója J. Torres és Todd Nauck, rajzolója Larry Stucker. A történetek és a cselekmény a fiatalabb korosztályt célozza meg, azokat akik a rajzfilmsorozat is. A képregény- és a rajzfilmsorozat stílusában sokat merít a japán animék és mangák jellegzetességeiből.
Azonos címmel rajzfilmsorozat is készült, amely magyarul a Tini titánok, harcra fel! címet kapta.